# 福良真莉果
福良 真莉果（ふくら まりか、1985年10月31日 - ）は、日本の女性モデル、タレントで、元レースクイーンである。
北海道札幌市出身。プラチナムプロダクションに所属していたが、現在はフリーで活動している。

## 略歴
札幌市にて3人きょうだいの次女（姉と弟がいる）として生まれる。
高校卒業後、同市内のアパレルショップに5年間勤務。その後2012年の札幌コレクションを観覧した際、プラチナムプロダクションにスカウトされ同年12月に上京。27歳の時であった。
2013年、中田美由紀（カバーガールエンターテインメント所属）と共にSUPER GT300クラス「S Road サーキットレディ」としてレースクイーン活動を行う。同年には東京スポーツ主催の「ミス東スポ2014」にエントリーし、セミファイナル30人の中に入ったが落選している。
2018年、Amazonプライム・ビデオ配信のリアリティ番組『バチェラー・ジャパン』シーズン2に出演。番組内での肩書はモデルではなく“受付嬢”だった。
2019年7月9日、自身のブログでプラチナムプロダクションを同年6月30日に退所したことを明かした。

## 人物
- 趣味はショッピング、ガーデニング、料理、ヨガ、ゴルフ。特技は筋トレ、ボクササイズ。
- 愛称は「マリー[11]」だが、事務所の先輩でGTバーディーズでも共働した井澤エイミーからは「まりん[12]」と呼ばれていた。なお、後述のYouTubeチャンネルでは「まりもん」を使用している。
- 同じ事務所だった古賀あかね[13][11]や、CanCamのモデルだった平山美春[14]と仲が良い。
- 同じ札幌市出身のプロゴルファー・藤田光里・藤田美里姉妹とは実家が近所であった。2017年のサマンサタバサ ガールズコレクション・レディーストーナメントで光里と共演した際、「小さい時どこかで会ってたかもね」と話が盛り上がったとのこと[15]。
- バチェラー・ジャパンの2代目バチェラーである小柳津林太郎は福良の印象について「最初は強烈だったけどすごく母性が良かった。ただ仲良くなりすぎて恋愛的な要素がなくなったかもしれない」と語っている[9]。

## 主な活動

### テレビ番組
- 内村とザワつく夜（TBS、2013年 - 2014年9月）
- めちゃ×2イケてるッ!「矢部さんの嫌いになった芸人と仲直りSP」（フジテレビ、2013年7月20日）再現VTRに出演[16]
- 華丸大吉のTHE ツボネタ（日本テレビ、2015年5月17日） 大沼采奈と共にアシスタントとして出演[17]
- 愛され女と独身有田〜運命を変える婚活TV〜（日本テレビ、2016年4月26日）神田うのの婚活テクニックを実践[18]

### 配信番組
- バチェラー・ジャパン シーズン2（Amazonプライム・ビデオ、2018年）[9][10]

### 雑誌
- 三栄書房「GOLF TODAY」GTバーディーズ（2013年8月[19] - 2014年9月[20]）

### イベント
- 東京オートサロン「クリッカーブース」（2014年1月）[21]
- avex beach paradise（2014年7月5日 - 8月31日、鎌倉・由比ヶ浜海水浴場）[13][22]
- 札幌コレクション2015（2015年4月25日、北海きたえーる）[23]
- サマンサタバサ ガールズコレクション・レディーストーナメント（2014年 - 2019年出演[24][15][25]）
- 豊平警察署一日警察署長（2016年1月8日）[26]

### その他
- 青山めぐのロックオンRQ!（マイスマTV・2013年12月25日）